# Contraception d'urgence

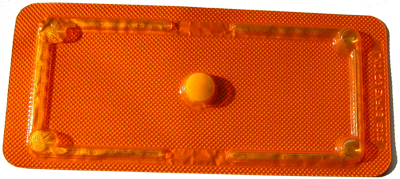
Pilule contraceptive d'urgence (dite « pilule du lendemain »).

La contraception d’urgence,  encore appelée contraception du lendemain (communément dénommée pilule du lendemain), se définit comme les méthodes contraceptives qu’une femme peut utiliser pour prévenir la survenue d’une grossesse après un rapport non protégé (RNP),. Elle est inefficace dès lors que le processus d'implantation a commencé.
En contraception d'urgence, deux méthodes peuvent être utilisées pour prévenir la survenue d'une grossesse après un rapport sexuel non protégé :
- la méthode mécanique : dispositif intra-utérin (DIU) au cuivre dans les cinq jours suivant le rapport sexuel non protégé ;
- la méthode hormonale dite pilule du lendemain ou du surlendemain.

Le DIU au cuivre posé en période pré-ovulatoire est la méthode la plus efficace en cas de rapport non protégé, son efficacité semble presque absolue (1 échec sur 1 300 insertions).
La contraception d’urgence hormonale (par progestatif seul) n’est pas efficace à 100 % mais est d’autant plus efficace qu’elle est débutée plus précocement après le rapport non protégé. L’utilisation opportuniste et répétitive de cette méthode en tant que méthode contraceptive est nettement moins efficace qu’une méthode continue. Ainsi elle n'est pas considérée comme un substitut à une méthode contraceptive régulière. Contrairement aux idées reçues, les pilules du lendemain ne présentent aucun risque pour la santé, ne rendent pas stérile et les effets secondaires sont mineurs (retard de cycle, légers saignements, maux de tête, nausée ou encore vomissements).
Parmi les alternatives hormonales disponibles en France, il est recommandé d’utiliser la méthode par progestatif seul (Norlevo/Vikela), plutôt que la méthode œstroprogestative de Yuzpe. La contraception d’urgence par progestatif seul est en effet plus efficace que la méthode de Yuzpe (niveau de preuve 1) et présente moins d’effets secondaires (niveau de preuve 1). Elle ne présente aucune contre-indication. Elle est inefficace en cas de grossesse débutante.

## Indications de la contraception d'urgence
La contraception d'urgence est indiquée pour éviter la survenue d’une grossesse après un rapport non protégé (RNP)  : 
- échec ou défaut du moyen de contraception habituellement utilisé :
  - rupture du préservatif masculin ou féminin,
  - décrochement du stérilet,
  - coïtus interruptus mené ou non,
  - irrégularité dans la prise d'un traitement contraceptif hormonal (la « pilule »),
- ou encore :
  - grossesse non désirée pour le couple n'utilisant habituellement pas de moyens de contraception,
  - rapport non consenti (viol).

Le recours à une contraception régulière doit de préférence être envisagé après l'usage d'une contraception d'urgence afin qu'il reste ponctuel.
La contraception d'urgence peut être répétée au cours d'un même cycle par le lévonorgestrel, la sécurité de l'utilisation de l'acétate d'ulipristal n'étant pas assurée dans ce cas.

## La méthode mécanique
C'est Lippes en 1976 qui, le premier, a proposé la pose d'un DIU au cuivre en contraception d'urgence. Il peut être inséré jusqu'à 5 jours après la date supposée d'ovulation. De nombreuses études ont été publiées depuis, confirmant l'efficacité méthode mécanique en contraception d’urgence.
Cette méthode empêche le développement d'un fœtus dans l'utérus où est inséré le DIU (ou stérilet). Elle peut donc assurer aussi une contraception au long cours.

## La contraception d'urgence hormonale

### Historique
Dans les années 1960, de fortes doses d'œstrogènes avaient été utilisées, jusqu'à la popularisation de la "méthode de Yuzpe" qui consiste à administrer 2 doses à 12 heures d'intervalle, dans les 72 heures suivant un rapport non protégé, de 100 μg d'éthinyl œstradiol associés à 500 μg de lévonorgestrel (Stédiril 2cp x 2), commercialisée temporairement en France sous le nom de Tétragynon (1998).
Cette première contraception d'urgence a été retirée du marché du fait de ses risques et de sa moindre efficacité au regard du lévonorgestrel.
Dans les années 1980, le lévonorgestrel (Norlevo dont la mise sur le marché français date d'avril 1999) fait son entrée dans cette indication à 0,6 mg dans les 12 heures suivant le rapport non protégé (ce qui correspond en pratique à 20 comprimés de Microval).
Dans les années 1990, l’administration de 2 doses de 0,75 mg de lévonorgestrel à 12 heures d'intervalle montre une efficacité identique avec moins d'effets secondaires comparée à la méthode de Yuzpe.
On note alors que l'efficacité des deux méthodes baisse avec le temps ; le taux d'échec et donc de grossesse passe de 0,4 % à 1,2 % puis 2,7 % par tranche de 24 heures. 
La limite des 72 heures si vite dépassée dans l'urgence, constitue alors la limite de cette méthode.
En 2009, a été lancé le premier SPRM (modulateurs sélectifs des récepteurs de la progestérone dont le représentant est l'acétate d'ulipristal) dans cette indication de contraception d'urgence.

### Le lévonorgestrel
Le lévonorgestrel n'étant qu'un progestatif ne présentant donc pas de contre-indication, il a pu être proposé sans ordonnance. 
D'abord utilisé à raison de deux prises à 12 heures d'intervalle, le Norlevo 1,5 mg se prend en une seule prise depuis novembre 2004.  
En France, pour les femmes mineures, il est gratuit, facilement disponible et y recourir est confidentiel (décret 2002- 39 du 9 juillet 2002). Depuis août 2001, sa prescription médicale en permet le remboursement à hauteur de 65 % pour toutes les femmes.  
Il s'en est vendu en France 1.255 million de boîtes en 2009. 

#### Mode d'action
La contraception d'urgence par le lévonorgestrel retarde l'ovulation (ou la perturbe lorsqu'elle est sur le point de se produire), mais elle ne la stoppe pas lorsqu'elle est commencée, c'est-à-dire lors du pic de LH. Il est donc important de prescrire cette contraception d'urgence très rapidement, voire avant l'ovulation dont la date n'est pas fixe. Le lévonorgestrel aurait aussi un effet sur la mobilité des spermatozoïdes et leur pouvoir fécondant. Cependant, si le rapport sexuel a eu lieu dans les heures ou jours précédant l'ovulation, elle peut bloquer l'ovulation, empêchant la fécondation : dans ce cas, son action ne diffère pas véritablement de la pilule ordinaire. Toutefois, elle est inefficace dès lors que le processus d'implantation a commencé. Les recommandations de 2008 conviennent de ne pas dépasser le délai indiqué.
Il est probable que le lévonorgestrel rende l'endomètre impropre à la nidationd'un embryon, ce qui n'est pas l'avis de l'OMS. Cette fonctionnalité suscitant le rejet de cette technique par les opposants à l'avortement.

#### Efficacité
L'OMS donne un taux de succès qui change suivant le moment de la prise de la contraception d'urgence.
L'efficacité est de 95 % si elle est prise dans les 24 heures qui suivent le rapport non protégé, de 85 % dans les 24 à 48 heures, de 63 % dans les 49 à 72 heures, 58 % dans les 72 à 120 heures.
L'efficacité de cette contraception d'urgence diminue donc rapidement avec le temps, d'où l'importance d'une prise la plus proche possible du rapport non protégé.
Le lévonorgestrel n'est plus indiqué au-delà du 3e jour.

#### Protocoles d'utilisation
La contraception hormonale d'urgence peut être pratiquée selon deux protocoles :
- la version originale (dite « méthode de Yuzpe » ou « méthode 2x2 ») implique de hautes doses d'œstrogènes (0,1 mg) et de progestatif (0,5 mg) administrées en deux fois à 12 heures d'intervalle. Cette posologie représente l'équivalent deux doses de trois à cinq pilules contraceptives habituelles. Du fait de l'importance de ses effets secondaires, cette méthode n'est pratiquement plus utilisée depuis l'apparition de la méthode suivante[20] ;
- la méthode avec progestatif seul utilise une dose de 1,5 mg d'un progestatif, le lévonorgestrel (Norlevo et Postinor dans les pays francophones et en Europe de l'Est, Levonelle, Plan B dans les pays anglophones). Cette méthode est connue pour être entre 95 et 60 % plus efficace et mieux tolérée selon le délai d'administration que la méthode Yuzpe.

Il existe par ailleurs une autre méthode de contraception d'urgence : la pose d'un stérilet (ou dispositif intra-utérin) dans les cinq jours qui suivent le rapport sexuel. Cette méthode montre une efficacité importante avec un taux d'échec de 0,1 à 0,2 % sur un échantillon de 8 300 femmes.

#### Contre-indications et effets secondaires
Il n'y a aucune contre-indication absolue. La contre-indication est une hypersensibilité au levonorgestrel ou à un des excipients.
Après la prise de lévonorgestrel, les règles surviennent généralement à la date prévue. Tout retard des règles de plus de 5 jours, ou des règles anormales doivent faire pratiquer un test de grossesse.
La tolérance du lévonorgestrel est bonne. Rappelons que c'est son excellente tolérance qui avait permis sa mise en vente libre en 1999.
Les effets secondaires du lévonorgestrel se manifestent principalement par des métrorragies ou ménorragies, des nausées (23 %), des vomissements, des douleurs abdominales et plus rarement vertiges, asthénie, céphalées. 
En cas de vomissements dans les trois heures suivant la prise du comprimé, il est recommandé de reprendre un comprimé immédiatement. Il existe enfin des interactions avec d'autres médicaments susceptibles de diminuer l'efficacité du contraceptif.
Plusieurs prises au cours d'un même cycle menstruel peuvent provoquer des perturbations importantes du cycle ou des saignements anormaux mais sans gravité.
Cette méthode contraceptive n'est pas considérée comme un moyen de contraception habituel, mais seulement comme un recours d'urgence.
Les effets secondaires ou indésirables ou encore le climat d'urgence de cette méthode peuvent favoriser un stress.

#### Modalités de dispensation
Le lévonorgestrel est disponible sans prescription dans les pays suivants : Afrique du Sud, Albanie, Algérie, Angleterre, Australie, Belgique, Canada (Québec), Danemark, Espagne, Finlande, France, Grèce, Islande, Israël, Maroc, Mexique, Pays-Bas, Norvège, Portugal, Slovaquie, Suède, Suisse, Tunisie, Taïwan, Cambodge, Thaïlande, et depuis le 22 avril 2009 aux États-Unis pour les femmes de plus de 17 ans.
En France, depuis 2023, la loi impose aux pharmacies la délivrance gratuite de la contraception d'urgence par voie orale sans condition d'âge ainsi que :
- dans les centres de santé sexuelle, y compris sans couverture sociale pour une femme majeure sans prescription et anonymement ;
- dans les CeGIDD, sans prescription médicale et anonymement ;
- dans les établissements d'enseignement du second degré pour les femmes mineures ou majeures ;
- dans les services de santé universitaire.

Avant cela, en France, la loi imposait depuis 2002 aux pharmacies la délivrance gratuite de la pilule du lendemain aux femmes mineures, sans vérification de leur identité, et pour les femmes plus âgées, le médicament était remboursé à 65 % par la sécurité Sociale lorsqu'il était prescrit par un médecin ou une sage-femme.
Au Québec, les médecins et les pharmaciens peuvent prescrire ce médicament (ils peuvent toutefois refuser de le faire pour des raisons personnelles et référer la patiente à un autre professionnel). Les frais de la consultation sont couverts par la Régie de l'Assurance-Maladie du Québec (RAMQ) dans les deux cas. Pour ce qui est du médicament, il est couvert par l'assurance (publique ou privée) de la patiente.
Dans le reste du Canada, depuis avril 2005, le Plan B est vendu sans ordonnance. Les modalités exactes de vente sont déterminées par les provinces.
La notice d'utilisation contenue dans la boîte de lévonorgestrel devrait être mise à jour à la mi-2014 dans tous les pays de l'Union européenne, et préciser que la méthode est moins efficace chez les femmes pesant plus de 75 kg et qu'elle n'est plus efficace chez celles pesant plus de 80 kg (IMC supérieur à 25 kg/m2).
Le 8 octobre 2014, l'ANSM communique que, dans le cadre d'un arbitrage européen, le Comité européen des médicaments à usage humain de l'Agence européenne des médicaments, après analyse des différentes études existantes, a conclu que le rapport bénéfice/risque restait favorable quel que soit le poids de la femme.

### Acétate d'ulipristal (UPA)
Dans cette indication l'acétate d'ulipristal (UPA) est dosé à 30 mg (EllaOne).
En France, cette pilule est dispensée sans prescription et est donnée aux mineures gratuitement et de façon anonyme. Elle peut être remboursée pour les majeures en cas de prescription par un médecin ou une sage-femme.

#### Mode d'action et efficacité
Les SPRM sont dépourvus d'effets métaboliques indésirables, notamment sur la glycémie, les lipides et la tension artérielle. 
Leur mécanisme d'action essentiel est d'inhiber ou de retarder l'ovulation. Elle peut encore agir en période pré-ovulatoire quand le risque de fécondation est maximal. Il rend aussi l'endomètre plus fin, ce qui peut empêcher la nidation
L'acétate d'ulipristal est statistiquement supérieur au lévonorgestrel. L'UPA est trois fois plus efficace s'il est pris dans les 24 premières heures après un RNP, deux fois plus s'il est pris dans les 72 heures, et son efficacité est maintenue jusqu'à cinq jours après un RNP, ce qui correspond à la durée de vie maximale des spermatozoïdes dans les voies génitales féminines.

#### Contre-indications et effets secondaires
La tolérance de l'UPA est comparable au lévonorgestrel.
Les seules contre-indications sont l'hypersensibilité aux constituants du médicament, et la grossesse existante ou supposée.
L'allaitement n'est pas recommandé pendant au moins 36 heures après une prise d'EllaOne.

## Sous-utilisation de la contraception d'urgence
Bien que controversé, l'accès à la contraception d'urgence fait partie des objectifs de la politique de santé publique annexés à la loi du 9 août 2004 (Objectif no 97).
Il n'y a que 10 % des femmes demandant une IVG qui ont utilisé une contraception d'urgence et seulement 11 % des femmes potentiellement à risque de grossesse non désirée qui ont recours à la contraception d'urgence. En septembre 2010 les pouvoirs publics français prennent la décision de rembourser la prescription d'EllaOne. 
Les motifs de non-utilisation de la contraception d’urgence évoqués sont les suivants[réf. nécessaire] :
- pensait qu'il était trop tard pour la prendre ;
- ne savait pas où se la procurer ;
- trop chère ;
- ne connaissait pas suffisamment la méthode ;
- était gênée de la demander ;
- pensait que la méthode est inefficace ;
- pensait que la contraception d’urgence rendrait malade ou était contre-indiquée ;
- refusait d'avoir recours à une forme d'IVG (la pilule pouvant agir comme moyen de Contragestion).

Il convient de lutter contre les idées fausses (risque tératogène si la grossesse est poursuivie, danger de la prise répétée) et de présenter un discours clair et objectif pour permettre des prises de décisions prenant en compte tous les aspects de l'emploi des pilules du lendemain.

### Idées reçues: impact sur la santé, stérilité
Selon des idées reçues largement répandues, la pilule du lendemain serait nocive pour la santé, voire rendrait stérile, ce qui est faux,,. Selon Caroline Rebhi, membre du bureau national du Planning familial, chargée de la commission Éducation à la sexualité, ces idées non fondées, parfois reprises par des professionnels de santé, viennent de la volonté de contrôler le corps des femmes des «esprits conservateurs».

## Polémiques et faits de société liés
Le 31 octobre 2000, lors d'un communiqué, l'Académie pontificale pour la vie s'oppose à l'usage de la pilule du lendemain, décrivant le  caractère contragestatif (ou interceptif) de la pilule comme abortif. Elle considère en effet, puisqu'en général la fécondation a eu lieu et que la pilule du lendemain empêche la nidation, qu'il s'agit bien d'un avortement, le produit ayant empêché l'embryon (fruit de la fécondation) de poursuivre son développement en se fixant à l'endomètre.
En avril 2007, au Chili, le tribunal constitutionnel interdit la distribution gratuite et anonyme de la pilule du lendemain dans les centres de santé publique au titre que la méthode serait contraceptive, sur une requête présentée par 36 députés du parti de droite, Union démocrate indépendante. Cette mesure n'interdit en revanche pas l'usage et la prescription du médicament par un médecin.
En mai 2007, en Espagne, des médecins catalans ont réagi contre la distribution gratuite et anonyme de la pilule du lendemain conduisant selon eux à des dérives d'utilisation, notamment à l'emploi de cette méthode en guise de méthode de contraception régulière.